# Egyszer az életben (album)
Az Egyszer az életben az Ossian zenekar 2009-ben megjelent tizenhetedik stúdióalbuma. A lemezre felkerült a Padlás c. Presser-musicalből a Fényév távolság c. dal feldolgozása, valamint Brahms V. magyar táncának átirata.
A bónusz DVD-n az együttes 1998 utáni videóklipjei és koncertfelvételei láthatóak.

## Dalok
1. Vadászik a vér
2. Külvárosi álmok
3. Egy tökéletes nap
4. Egyszer az életben
5. Fegyver és töltény
6. Fényév távolság (Presser Gábor)
7. Csak egy rockzenekar
8. Kiáltunk az égre
9. Mindenki egyért, egy mindenkiért
10. V. magyar tánc (Johannes Brahms)
11. A játék neve
12. Holnaptól minden más

## Zenekar
- Paksi Endre – ének
- Rubcsics Richárd – gitár
- Wéber Attila – gitár
- Erdélyi Krisztián – basszusgitár
- Hornyák Péter – dobok

## Külső hivatkozások
- Az Ossian együttes hivatalos honlapja